# فرانك إندرز
فرانك إندرز (بالإنجليزية: Frank Enders)‏ هو نقاش ‏ ورسام أمريكي، ولد في 1860 في ميلواكي في الولايات المتحدة، وتوفي في 1921.